# او-۲۳۲
زیردریایی یو-۲۳۲ (به انگلیسی: German submarine U-232) یک زیردریایی بود که طول آن ۶۷٫۱ متر (۲۲۰ فوت ۲ اینچ) بود. این زیردریایی در سال ۱۹۴۲ ساخته شد.